# Sparganophilus
Sparganophilus és un gènere de cucs de terra, l'únic dins la família dels esparganofílids (Sparganophilidae). Són anèl·lids llargs, molt prims, i limícoles nadius d'Amèrica del Nord. Fan entre 70 i 200 mm de longitud i entre 2 i 3,5 mm d'amplada màxima. No es coneix el nombre exacte d'espècies presents al llarg del continent i fins a l'Amèrica Central, la majoria d'elles no s'han descrit encara. L'espècie S. tamesis s'ha introduït en els rierols d'Europa (p. ex., a Itàlia), en els que ara es troba àmpliament distribuït.

## Descripció
Les espècies de Sparganophilus es caracteritzen per un intestí simple sense pedrer i sense tiflosol. Són cucs de terra veritables, presentant un sistema vascular complex amb capil·lars i presentant porus masculins darrere i distants dels porus femenins. En el passat se'ls va classificar dins la família dels glossoscolècids, però actualment es consideren constituents de la seva pròpia família.

## Hàbitat
Les espècies de Sparganophilus són comunes al fang proper a rius i rierols, passant la vida entre les arrels de plantes aquàtiques a les vores o fons de masses d'aigua dolça. S'alimenten en el fang baix en oxigen i en material orgànic, però amb la regió posterior altament vascularitzada sobre o a prop de la superfície.

## Taxonomia
La família dels esparganofílids conté unes 12 espècies de Sparganophilus, la majoria es troben al sud-est dels Estats Units:
- S. gatesi
- S. helenae
- S. komareki
- S. kristinae
- S. langi
- S. meansi
- S. pearsei
- S. smithi
- S. sonomae
- S. tamesis
- S. tennesseensis
- S. wilmae